# Бурнашева, Софья Петровна
Со́фья Петро́вна Бурнаше́ва (1818 — 6 [18] марта 1883) — русская детская писательница, издатель, редактор, переводчица

.

## Биография
Софья Петровна Бурнашева родилась в 1818 году в семье орловского вице-губернатора Петра Алексеевича Бурнашева. Родная сестра писателя и агронома Владимира Бурнашева (1810—1888).
В литературе выступала под псевдонимами «Девица Эсбе» и «Глафира Михайловна Щигровская».
Издала следующие произведения: 1) «Неделя у бабушки на даче» (СПб., 1839), 2) «Собрание назидательных и полезных для юношества повестей». Соч. герцогини Абрантес, пер. с фр. (СПб., 1839), 3) «Драматический букет» (СПб., 1859; то же вышло в Петербурге в 1865 г. под заглавием «Новое издание театральных пьес для детского театра») и 4) «Живые цветы», рассказ (СПб., 1859). Кроме того, в 1859 году издала «Рукоделья-забавы. Альбом всевозможных приятных и увеселительных дамских работ, служащих к украшению письменного и туалетного столика, кабинета, будуара и гостиной» и «Наставление о том, как мыть, чистить и вообще содержать бельё и другие предметы женского гардероба и туалета».
С 1858 года издавала и редактировала в Санкт-Петербурге ежемесячный журнал для юношества «Час досуга». Несмотря на то, что в 1866 году программа этого журнала была изменена, а цена уменьшена, на 2-м номере за 1868 год журнал прекратил своё существование.
В 1860—1862 годы выпускала еженедельную газету для русских детей среднего возраста «Калейдоскоп».
Скончалась 6 (18) марта 1883 года.